# Karaoke

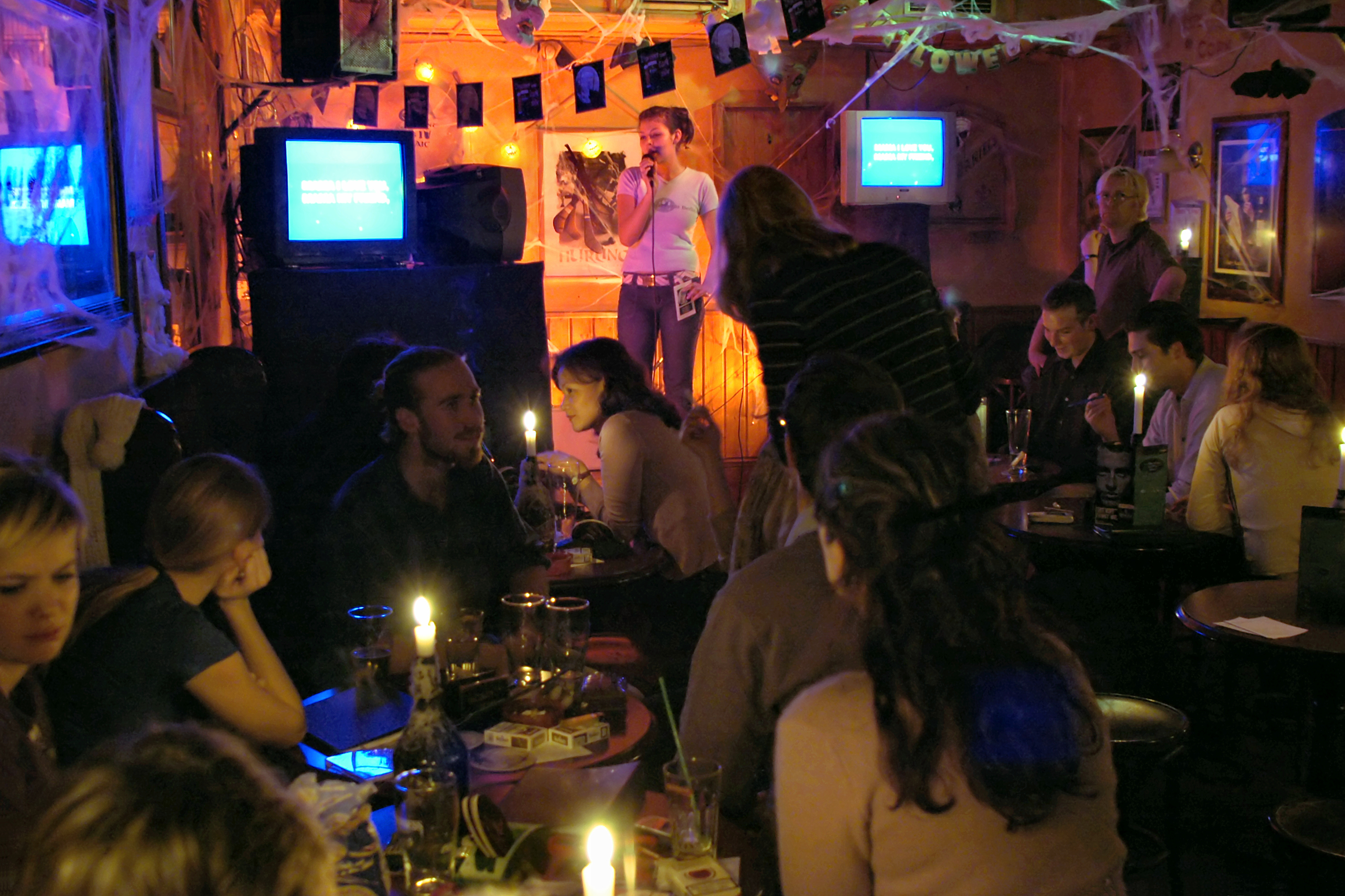
Karaoke in de Irish Pub "The Old Dubliner"

Karaoke is een vorm van vermaak, waarbij muziek wordt afgespeeld van een lied, en de zanger in een microfoon de tekst live zingt. De stem van de oorspronkelijke zanger bij de muziek is gewist of minder luid gemaakt. Gewoonlijk wordt de tekst ook geprojecteerd, zodat de zanger een steuntje heeft, inclusief maataanduiding. Deze tekst verandert van kleur zodra de zanger moet gaan zingen.
Bij een stereo-opname staat de stem van de zanger meestal in het midden. Door de twee kanalen van elkaar af te trekken, wordt de zang vrijwel onhoorbaar, terwijl de muzikale begeleiding blijft. Dit kan eenvoudig gedaan worden door een luidspreker op de rode luidsprekeruitgangen van een versterker aan te sluiten. Er zijn ook installaties die hiervoor een speciale karaoke-functie hebben. Hierbij kan met een druk op een knop de zang worden "weggedrukt", zodat je alleen de muziek hoort. Deze knop heeft vaak de aanduiding "Karaoke".
Karaoke is een populair vermaak in Oost-Azië sinds circa 1980 en heeft zich verspreid over de gehele wereld.

## Etymologie
Het Japanse woord komt van de woorden kara (空), "leeg" (zoals in karate: 'lege hand') en oke, een afkorting voor ōkesutora ('orkest'). Gezamenlijk betekenen deze woorddelen "leeg orkest", of ook "virtueel orkest". Oorspronkelijk werd het woord gebruikt voor professionele optredens waar de artiest een bandopname van het orkest gebruikt. Heden ten dage wordt het woord geschreven in katakana: カラオケ
De Japanse uitspraak is /kaɽaoke/ (geschreven met het IPA.)

## Geschiedenis
Muzikaal vermaak tijdens het eten of uitgaan is vanouds een gebruik in Japan.
In de Taisho-periode was het gebruikelijk dat klanten zongen in een Utagoe Kissa ('Liedjes-koffieshop').
In de jaren 70 werd zanger Daisuke Inoue gevraagd om bandjes van zijn liedjes zonder zijn stem. Hij ging deze opnames met een soort jukebox verhuren, waarmee de eerste mechanische karaokemachine was geboren.
Uiteindelijk kreeg hij in 2004 de ironische Ig Nobelprijs voor 'vrede' toegekend, omdat hij een 'nieuwe manier om mensen elkaar te laten tolereren' had uitgevonden.
Na de eerste magnetische tapes kwam de karaokemuziek beschikbaar op cd's, VCD's, laserdisks en, tegenwoordig, op dvd's en zelfs op USB-sticks. Het was zelfs mogelijk nummers te bestellen via een telefoonlijn. Ook staan er veel karaoke-filmpjes op YouTube, zodat er zelfs zonder medium karaoke-avonden kunnen worden gehouden. De karaoke-installatie hoeft dan alleen maar op het internet te worden aangesloten. De filmpjes kunnen ook worden afgespeeld met een smart-tv of vanaf een smartphone of tablet met een Chromecast of Apple TV. De filmpjes kunnen dan rechtstreeks op de TV worden geprojecteerd zonder tussenkomst van een installatie. Een andere optie is om de filmpjes af te spelen op een laptop en ze met een beamer op een scherm of op de muur te projecteren. Dit is handig voor grote groepen.

## Geschiedenis Nederland
In 1984 introduceerde Philips de ‘meezingversterker’ in Nederland. De eerste vorm van Karaoke kwam zo tot leven in Nederland en werd steeds populairder. In 1990 werd de eerste karaokebar geopend. De TROS bracht in augustus 1992 het programma 'Karaoke' op de buis, waarin onbekende Nederlanders een liedje mee konden zingen. Het programma werd gepresenteerd door zangeres Sjoukje Smit. Zij praatte de optredens aan elkaar en riep de kijker op via een telefoonnummer te stemmen op de kandidaten.
In de zomers van 1995 en 1996 zond ook RTL 4 een karaoke-programma uit, 'Karaoke op 4', dat gepresenteerd werd door Gerard Joling. In dit programma konden onbekende Nederlanders op een podium meezingen met bekende artiesten. Dit podium stond op een plein in een Nederlandse plaats. Bij beide programma's verscheen tijdens het zingen de tekst ook in karaoke-vorm onder in beeld op het tv-scherm, zodat ook de kijkers thuis mee konden zingen. Karaoke werd in Nederland echter nooit zo populair als in Azië.